# Lonchura montana
Lonchura montana е вид птица от семейство Estrildidae.

## Разпространение
Видът е разпространен в Индонезия и Папуа Нова Гвинея.